# シャムキャッツ
シャムキャッツ（Siamese Cats）は、日本のインディー・ロックバンド。自主レーベルTETRA RECORDS所属。洋楽・邦楽問わず、多様なジャンルからの影響を受けているが、あくまで日本語詞でのロックにこだわる姿勢を見せている。スタイルの面ではUSインディー・ロックバンドから多くの影響を受けてきた。
2014年よりライブとZINE作家陣をキュレーションした自主イベント「EASY」を開催。
2018年フジロックフェスティバル RED MAQRQUEE STAGE出演。
2020年6月30日をもって解散を発表。

## メンバー
- 夏目 知幸（なつめ ともゆき）
  - 1985年6月13日 生まれ、O型、身長176cm、長男
  - ボーカル、ギター担当
  - メンバーからの呼び名：なつめ
  - 千葉県市川市生まれ。
  - 早稲田大学在学中は中南米研究会に所属。
  - ビートルズ、ヨ・ラ・テンゴ、トーキング・ヘッズなどのバンドをこよなく愛する。
  - 宅録を得意とし、バンドと並行して多数のソロ作品を発表している。
  - Ustreamにて恋愛相談バラエティ『ぱおぱおみっどないと』を月一回配信していた。
  - 東京ヤクルトスワローズファン。
  - ENJOY MUSIC CLUBの「夏の魔法」MVに出演している。
  - ウェブマガジン『雛形』にてコラム「団地のはなし」、スペースシャワーTV発のウェブマガジン『スペシャカレッジ通信』にて「アーバンチル部」を連載。
  - Spotify のポッドキャスト「pop life the podcast」にて漫画家の西村ツチカとともに漫画回のレギュラーゲストを務めている。
  - バンド解散発表当日、ユナイテッドシネマとしまえんにて「もののけ姫」を観賞していた。

- 菅原 慎一（すがわら しんいち）
  - 1985年6月5日 生まれ、O型、身長178cm、長男
  - ギター、ボーカル、キーボード担当。
  - メンバーからの呼び名：すがやん、すがさん、すがわら。
  - 千葉県市川市生まれ。
  - 管楽器を含む小楽団、菅原慎一BANDや、SAMOEDO名義でも活動している。
  - 大のカレーフリークであり、カセットテープの収集家でもある。
  - 音楽ウェブメディア『TURN』にて「魅惑のアジアポップ通信」、タワーレコードが運営するミュージックレビューサイト『Mikiki』にて「カレーなる人々」を連載。
  - コクヨが運営するTHINK OF THINGSのコンテンツディレクター安永哲郎、各方面で執筆活動を展開している編集者の小柳帝と共にTripodを結成。ジャンルの垣根を取り払って音楽、映画、アート、デザインなど様々なカルチャーを学べる場「Scoolyard Council」を定期開催している。
  - 映画祭「MOOSICLAB2019」長編部門準グランプリ作品、高崎映画祭公式出品作品 監督・脚本：井上康平、出演：佐藤玲、笠松将、山本亜衣による映画「ドンテンタウン」の劇伴と主題歌を担当。
  - 近年はアジアのポップカルチャーに目覚め、それを題材とした執筆活動、トークショー、DJ、メディア出演も行う。
  - 音楽プロデューサーとしてバンドやシンガーソングライターの制作に携わっている。

- 大塚 智之（おおつか ともゆき）
  - 1986年3月9日 生まれ、O型、身長167cm、長男
  - ベース、コーラス担当
  - メンバーからの呼び名：バンビ
  - 東京都江戸川区生まれ。
  - 幼少期からマイルス・デイヴィスやマイケル・ジャクソンのファンであり、ブラックなフィーリングの演奏を得意とする。
  - 甘いもの、アニメが好き。
  - でんぱ組.incの成瀬瑛美のファン。電車で2度本人に遭遇した事があるが、緊張しすぎて話しかけられなかったと言う。
  - ポニーのヒサミツのサポートベーシスト。
  - 2016年頃からセットリスト順は大塚が担当。通称「セットリスター」。

- 藤村 頼正（ふじむら よりまさ）
  - 1985年9月16日 生まれ、A型、身長177cm、一人っ子
  - ドラム、コーラス担当
  - メンバーからの呼び名：よりさん、ふじむら
  - 千葉県浦安市生まれ。
  - 飲み会での割り勘を計算するのが得意。
  - ツアー中によく腹を壊してメンバーに迷惑をかける。
  - どついたるねんで一時期ドラムを叩いていた。
  - 柴田聡子「ゆべし先輩」のミュージックビデオにゆべし先輩役で登場。

## 来歴
- 結成まで
  - 幼稚園からの幼馴染みである夏目と菅原、夏目が高校時代に英会話教室で出会った藤村、藤村の中学・高校の同級生である大塚によって高校卒業後に結成[1]。夏目と菅原は中学時代、生徒会長と副会長であり、バレーボール部のキャプテンと副キャプテンであった[1]。共にギターを始めた二人はエスカルゴというフォークデュオを組み新浦安駅前の路上でオリジナル曲に加え、ゆずやGOING STEADY等の楽曲を演奏していた。藤村と大塚は高校時代にJUDY AND MARYのコピーバンドをしていた。菅原加入前に3人で「淫乱シャムキャッツ」というパンクバンドを組み1回だけライブをしており、バンド名の由来はここから来ている。その他のバンド名候補は「ミルク風呂」「かざぐるま」等。

- 2007年
  - 9月 1stデモCD-R「はないき」発売。

- 2008年
  - 6月 2ndデモCD-R「もちろんちょうだい」発売。自主企画「※POP vol.1」を下北沢CLUB Queで開催。出演：ツチヤニボンド、ゆーきゃん、乍東十四雄、トクマルシューゴ（DJ）
  - 9月 自主企画「※POP vol.2」開催。出演：乍東十四雄、ウミネコサンライズ、ジョンのサン、土屋貴雅 from ツチヤニボンド（DJ）

- 2009年
  - 4月 1stフルアルバム『はしけ』発売。
  - 5月 『はしけ』リリースイベント「SUPER ※POP」を渋谷O-NESTで開催。出演：赤い疑惑、ゆーきゃんwith坂本健太郎
  - 6月 初のツアーを大阪、京都、名古屋を行う。初のワンマンライブ「※POP 最終回」を東高円寺 U.F.O.CLUBで開催。
  - 10月 DEMO DVD-R「BGM」発売。
  - 11月 自主企画「OMIYAGE vol.1」を渋谷O-NESTで開催。出演：蓮沼執太チーム、owllights、環ROY

- 2010年
  - 3月 デモCD-R「DEMO SINGLE SERIES 1」発売。
  - 5月 デモCD-R「DEMO SINGLE SERIES 2」発売
  - 7月 コンピレーション『TOKYO NEW WAVE 2010』に“落ちつかないのさ”収録。
  - 9月 デモCD-R「DEMO SINGLE SERIES 3」発売。

- 2011年
  - 3月 1stシングル「渚」（1000枚限定）発売。即完売。
  - 4月 「渚」リリースイベントを青山月見ル君想フで開催。共演：the mornings、昆虫キッズ
  - 8月 2ndシングル「サマー・ハイ」発売
  - 10月 「サマー・ハイ」リリースイベント「生サマーハイ」を下北沢SHELTERで開催。共演：曽我部恵一、oono yuuki
  - 11月 ミニアルバム『GUM』発売。

- 2012年
  - 2月 スタジオライブ音源「We were dinosaur in 2012」（ライブ会場限定）発売。
  - 4月 ワンマンライブ「FOOD COURT」を渋谷O-NESTで開催。
  - 12月 P-VINEに移籍。2ndフルアルバム『たからじま』発売。アルバム収録曲の「SUNNY」が『モヤモヤさまぁ～ず2』エンディング曲に使用される。リリースイベントを渋谷WWWで開催。共演：紙コップス

- 2013年
  - 2月 スタジオライブ音源「We were dinosaur in 2013」（ライブ会場限定）発売。
  - 6月 TOKYO DOME CITY HALLで開催されたASIAN KUNG-FU GENERATION主催「NANO-MUGEN CIRCUIT 2013」に出演。
  - 8月 Turntable Filmsとのスプリット12inchアナログシングル発売。全国7ヶ所のツアーを行う（8月〜11月）。

- 2014年
  - 1月 限定シングル「MODELS」発売。即完売。
  - 2月 VJとのコラボワンマンツアー「GO tour」を東名阪で開催。VJ：玉田伸太郎
  - 4月 3rdフルアルバム『AFTER HOURS』発売。アルバムはCDショップ大賞「関東ブロック賞」を受賞。全国9ヶ所をまわるワンマンツアーを行う（4月〜5月）。ツアーファイナルは渋谷CLUB QUATTRO。
  - 8月 「ROCK IN JAPAN FESTIVAL2014」に出演。
  - 11月 自主企画「EASY」をTSUTAYA O-WEST・TSUTAYA O-NESTで初開催。出演、GRAPEVINE、The fin.、ミツメ、Hi,how are you?、CAR10、EXTRUDERS、シラオカ、Homecomings、Awesome City Club、STUTS。
  - 12月 ディアフーフのジャパンツアー京都公演に出演。

- 2015年
  - 1月 マック・デマルコと代官山UNITでツーマンライブを行う。
  - 2月 Benjamin Bookerのジャパンツアー東京公演に出演。
  - 3月 ミニアルバム『TAKE CARE』発売。全国6ヶ所をまわるワンマンツアーを行う（3・4月）。ツアーファイナルは恵比寿LIQUIDROOM。ザ・シャーラタンズの東京公演にオープニングアクトで出演。
  - 11月 自主企画「EASY 2」開催。出演、POLYSICS、トクマルシューゴ、D.A.N.、never young beach、DYGL、may.e、SaToA、踊ってばかりの国、THE NOVEMBERS、Juan Wauters。
  - 12月 東名阪クアトロツアー「素晴らしい日々」を開催。ツアーに合わせて初期デモ音源集「素晴らしかった日々」（ライブ会場限定）を発売。

- 2016年
  - 2月 サニーデイ・サービスと東京キネマ倶楽部でツーマンライブを行う。
    - 4月 自主企画ツアー「EASY TOUR」開催（4月-6月）。全国10ヶ所をまわる。ツアーファイナルは恵比寿LIQUIDROOM。出演：KIRINJI、GREAT3、どついたるねん、Taiko Super Kicks、カジヒデキ、never young beach、D.A.N.、THE NOVEMBERS、Suess、JAPPERS、The Wisely Brothers、マリアハト、cassette tape echo、And Summer Club、王舟、NOT WONK。
    - 5月 ミステリー・ジェッツのジャパンツアー東京公演に出演。
    - 6月 サンフジンズ主催対バンツアーの大阪公演に出演。
    - 8月 自主レーベル「TETRA RECORDS」を立ち上げ、シングル「マイガール」発売。
    - 10月 木村カエラのアルバム『PUNKY』収録曲「好き」の作曲、編曲、演奏で参加。
    - 11月 EP「きみの町にも雨はふるのかい?」発売。初の海外公演（台湾、韓国）を行う。台湾では野外フェスティバルにも出演。全国10ヶ所をまわるワンマンツアーを行う（2016年11月-2017年2月）。ツアーファイナルは恵比寿LIQUIDROOM。

- 2017年
  - 3月 mAAch エキュート神田万世橋で「EASY展」開催。
  - 6月 4thフルアルバム『Friends Again』発売。アルバム収録曲の「Four O'clock Flowe」がゆうちょ銀行の新CMソングに使用される。CMの監督は中島哲也、主演は本木雅弘。ポップアップショップ「Friends Store」を東京・大阪で同時開催。
  - 9月 - 10月 「Tour Friends Again」を開催。全国14ヶ所をまわる。ツアーファイナルはO-EAST。
  - 10月 - 11月 アジアツアーを開催。韓国、台湾、中国にて8都市10公演を行う。

- 2018年
  - 1月 シングル「このままがいいね」を自主流通にて発売。
  - 4月 日経ホールにて初ホールワンマン「らんまん」を開催。完売。
  - 6月 台湾のバンド落日飛車（Sunset Rollercorster）とのスプリット7インチ「Travel Agency/Cry for the Moon」を発売。台北、香港、バンコクへのツアーを敢行。
  - 7月 シングル「カリフラワー」発売。「フジロックフェスティバル ’18」RED MAQRQUEEに出演。
  - 10月 ソウル、台北、北京、上海へのツアーを敢行。
  - 11月 5thフルアルバム『Virgin Graffiti』発売。ポップアップショップ「Virgin Graffiti Fair」をTHINK OF THINGSにて開催。

- 2019年
  - 1月 自主企画「FRESH」を渋谷O-WESTにて開催。共演、堀込泰行、羊文学。
  - 3月 - 5月 ワンマンツアー「Tour Virgin Graffiti」を開催。4月にはTSUTAYA O-EASTにてワンマン。
  - 5月 沖縄Outputにてファイナル公演を開催。同時期に台北、香港、バンコクツアー敢行。
  - 6月 「森、道、市場 2019」 出演。
  - 7月 「OUR FAVORITE THINGS 2019」出演。
  - 9月 - 10月 デビュー10周年企画としてポップアップショップ「Long Journey」を東京・京都にて開催。
  - 10月 上海、天津でライブを開催。「ボロフェスタ'19」出演。
  - 11月 5曲入りEP「はなたば」CD・LP発売。
  - 11月 - 12月 「シャムキャッツデビュー10周年記念全国ワンマンツアー」を開催。すでに発表されていた「シャムキャッツデビュー10周年記念公演「Live at STUDIO COAST」」をツアーファイナルに福岡、札幌、名古屋、大阪の4都市で開催された。
  - 12月 菅原慎一がソロアルバム『ドンテンタウン(Original Sound Track)』をリリース。このアルバムは井上康平監督の同名映画『ドンテンタウン』のサウンド・トラックとして作成された。台北WALLにてワンマンライブ「10th ANNIVERSARY CHRISTMAS LIVE SHOW IN TAIPEI」を開催。10周年ツアーファイナル公演「10th ANNIVERSARY LIVE SHOW AT STUDIO COAST」を新木場STUDIO COASTにて開催。

- 2020年
  - 6月30日に解散を発表。また同年9月16日にバンド初のベスト・アルバム『大塚夏目藤村菅原』をアナログ盤（LP2枚組）でリリースすることを発表した。

解散理由については「昨今の社会状況を鑑みつつ個人の理想の追求や抱える問題の解決をするためには、バンドというフォーマットを離れるべき」とバンドのホームページで示された。今後も継続してメンバーそれぞれTETRA RECORDSを通して活動を続けていくと発表。

## ディスコグラフィー

### スタジオ・アルバム
- はしけ（2009年4月22日、1stアルバム）
- GUM（2011年11月23日、ミニアルバム）
- たからじま（2012年12月5日、2ndアルバム）
- AFTER HOURS（2014年3月19日、3rdアルバム）
- TAKE CARE（2015年3月4日、ミニアルバム）
- Friends Again（2017年6月21日、4thアルバム）
- Virgin Graffiti（2018年11月21日、5thアルバム）
- はなたば（2019年11月6日、ミニアルバム）

## タイアップ一覧
| 使用年 | 曲名                | タイアップ                                                      |
| ------ | ------------------- | --------------------------------------------------------------- |
| 2013年 | SUNNY               | テレビ東京系『モヤモヤさまぁ〜ず2』エンディングテーマ           |
| 2017年 | Four O'clock Flower | ゆうちょ銀行CMソング                                            |
| 2018年 | もういいよ          | サントリー「伊右衛門」・ローソン『おにぎり茶屋』篇 WEB CMソング |